# 伯內茨角 (康乃狄克州)
伯內茨角（英語：Burnett's Corner）是位於美國康乃狄克州新倫敦縣的一個歷史區。該地的面積和人口皆未知。

## 地理
伯內茨角的座標為41°23′17″N 71°58′45″W / 41.38806°N 71.97917°W，而該地的平均海拔高度為24米（即79英尺）。